# Nierówność Poincarégo
Nierówność Poincarégo – rezultat dotyczący ograniczania normy {\displaystyle L^{p}} funkcji (pomniejszonej o średnią całkową) z przestrzeni Sobolewa przez normę jej gradientu.

## Wypowiedź
Niech {\displaystyle 1\leqslant p<+\infty } oraz {\displaystyle \Omega } będzie otwartym, ograniczonym i spójnym podzbiorem {\displaystyle \mathbb {R} ^{n}} o brzegu klasy {\displaystyle C^{1}.} Wtedy istnieje taka stała {\displaystyle C>0,} że dla każdej funkcji {\displaystyle u} należącej do przestrzeni Sobolewa {\displaystyle W^{1,p}(\Omega )} zachodzi:
{\displaystyle \|u-(u)_{\Omega }\|_{L^{p}}\leqslant C\|\nabla u\|_{L^{p}},}
gdzie:
- {\displaystyle (u)_{\Omega }={\frac {1}{m(\Omega )}}\int _{\Omega }u(x)dx} jest średnią całkową funkcji {\displaystyle u} na {\displaystyle \Omega ,}
- {\displaystyle m(\Omega )} oznacza miarę Lebesgue’a na {\displaystyle \mathbb {R} ^{n}} zbioru {\displaystyle \Omega ,}
- {\displaystyle \|\nabla u\|_{L^{p}}} jest dane wzorem:

{\displaystyle \|\nabla u\|_{L^{p}}=(\sum _{j=1}^{n}\|{\frac {\partial u}{\partial x_{j}}}\|_{L^{p}}^{p})^{1/p}.}